# Habib Ayyoub
Habib Ayyoub, de son vrai nom Abdelaziz Benmahdjoub, né le 15 octobre 1947 à Tagdemt (Algérie), est un journaliste, auteur et écrivain algérien, vivant à Dellys. 

Le choix du pseudonyme Habib Ayyoub a été influencé par les éditeurs de l'écrivain : 
« C'est sur le conseil de mes éditeurs, Selma et Sofiane, que j'ai pris ce pseudonyme qui est plus simple à retenir et sonne mieux mais c’est moi qui l’ai choisi. Ayyoub est le nom du prophète le plus misérable et le plus patient, Job en français ; Habib, en arabe, c’est l’ami. L’ami du pauvre, c’est ce que je veux être. »

## Biographie
Après des études de sociologie, puis de cinéma à l'Institut national supérieur des arts du spectacle de Bruxelles, il a été correspondant de presse du quotidien Le Jeune Indépendant puis journaliste économique au journal Liberté.
Il réalise ensuite quelques courts métrages avant de publier ses premiers textes Le Désert et après, ainsi que Le Gardien aux éditions Barzakh en 2002. Sous la forme d'un conte philosophique, Le Gardien raconte l'histoire d'un militaire qui vit dans le ksar du Sud algérien.

## Publications
- C'était la guerre (nouvelles), Alger, Barzakh, 2002
- Le Palestinien (roman), Alger, Barzakh, 2003
- Vie et Mort d’un citoyen provisoire (roman), Alger, Barzakh, 2005
- Le Gardien (récit, éd. Barzakh 2001)
- Le Désert et après réédition du Gardien + une nouvelle(Barzakh 2007)
- L'Homme qui n'existait pas (nouvelles) Barzakh 2009
- "Alger nombril du monde" nouvelle dans recueil collectif sur Alger quand la ville dort (Barzakh 2010)
- "le Remonteur d'Horloge"(Barzakh 2013)
- "de Tipasa à Cherchell", petites et grandes histoires de l'eau (Barzakh 2011) pour le compte de l'association Area-Ed

## Prix
- 2003 : prix Mohammed Dib pour C'était la guerre, prix "escales" en 2013, pour "le Remonteur d'Horloge" (Barzakh)

## Sources
- Midi libre, édition du 2 août 2007, « L'art de l'allégorie »
- Info Soir, édition du 16 mai 2007, « Un défi à relever »
- Le Matin, édition du 4 mai 2004, « Habib Ayyoub ou l'art de la fable politique »
- El Watan, édition du 25 janvier 2004, « Habib Ayyoub ou l'errance dans le désert »
- El Watan, édition du 25 décembre 2003, « Ce mystérieux prix Mohammed Dib »
- « Présentation de Vie et mort d'un citoyen provisoire »